# Obernaifermühle
Obernaifermühle ist ein Gemeindeteil der Gemeinde Simmelsdorf im Landkreis Nürnberger Land (Mittelfranken, Bayern). Obernaifermühle liegt in der Gemarkung Großengsee. Die Gemeindeteile Ober-, Mittel-, Unternaifermühle hatten am 30. Juni 2024 zusammen 16 Einwohner.

## Geografie
Die Einöde befindet sich im Tal des Naifer Bachs, ein wenig unterhalb von Sankt Helena.  Die Kreisstraße LAU 12 verläuft entlang des Naifer Bachs nach Großengsee (0,9 km nördlich) bzw. nach Mittelnaifermühle (0,2 km südlich).

## Geschichte
Die erste Erwähnung von Obernaifermühle fand im Jahr 1441 statt.
Mit dem Gemeindeedikt (frühes 19. Jahrhundert) wurde Obernaifermühle der Ruralgemeinde Großengsee zugeordnet. Im Zuge der Gebietsreform in Bayern wurde Obernaifermühle am 1. Juli 1972 in die Gemeinde Simmelsdorf eingegliedert.

## Baudenkmäler
- Haus Nr. 2: Inschriftenstein